# Marita Ruiter

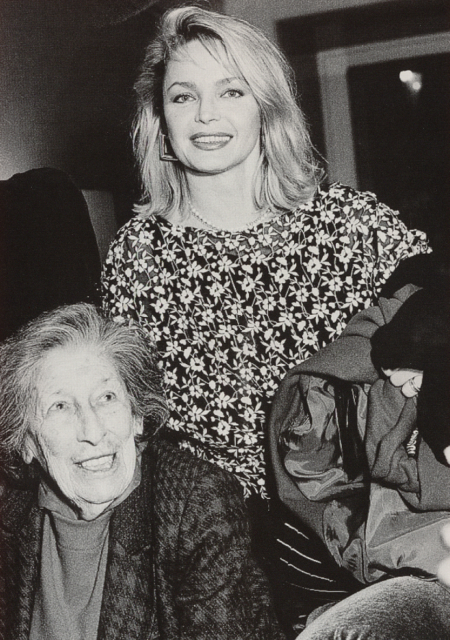
Die Fotografin Gisèle Freund (sitzend) mit der Kunstwissenschaftlerin Marita Ruiter in Frankfurt, 1995.

Marita Ruiter (* in Österreich) ist eine Kunstsammlerin, Kuratorin und Galeristin. Sie ist Organisatorin der jährlich in Luxemburg stattfindenden „Photomeetings“ und von Ausstellungen der deutsch-französischen Fotografin Gisèle Freund. Marita Ruiter lebt und arbeitet in Luxemburg.

## Sammlung Gisèle Freund
Marita Ruiter hat an der Universität Wien Anglistik und Philosophie studiert sowie Malerei an der Universität für angewandte Kunst Wien. Ihre Dissertation beschäftigte sich mit dem fotografischen Lebenswerk der jüdischen deutsch-französischen Fotografin Gisèle Freund.
Die von Marita Ruiter zusammengestellten Fotosammlungen „Portraits und Reportagen von Gisèle Freund“, „Die ersten Luftaufnahmen von Berlin“, „Fidel Castro und die revolutionäre Bewegung in Kuba 1959/60“, werden immer wieder in internationalen Ausstellungen gezeigt. Die Sammlung von über 200 Fotografien von Gisèle Freund wurde zuletzt 2013 im Rahmen der „Art Karlsruhe“ gezeigt.

## Schwerpunkt künstlerische Fotografie
Marita Ruiter ist Inhaberin der Galerie Clairefontaine, Espace 1 und Espace 2, im historischen Zentrum der Stadt Luxemburg. Die Galerie Clairefontaine, Espace 1, wurde 1988 von ihr gegründet, und begann das Ausstellungsprogramm mit Malern der österreichischen klassischen Moderne wie Oskar Kokoschka, Gustav Klimt und Egon Schiele. Inzwischen hat sich der Schwerpunkt auf internationale zeitgenössische Malerei, Bildhauerei und Fotografie verlagert wie z. B. Arnulf Rainer, Dieter Appelt, Patrick Raynaud oder Franco Fontana. Die zweite Galerie Clairefontaine, Espace 2, in der Rue du St.Esprit in Luxemburg, entstand 1997 mit der Absicht, dort vor allem der künstlerischen Fotografie ein Forum zu bieten.

## Photomeetings Luxembourg
Parallel zum Ausstellungsprogramm entwickelte Marita Ruiter Langzeitprojekte wie das jährliche Fotografiefestival „photomeetings luxembourg“, die Fotoserie einer Gruppe von Luxemburgern „Luxembourg Portraits“, und betreut das Malereiprojekt „the portrait society“ des luxemburgischen Malers Roland Schauls.

## Kunstmessen
Seit 1991 ist die Galerie Clairefontaine auf international renommierten Kunstmessen vertreten. Unter anderem die FIAC von Paris, Art Basel, Art Cologne, Paris Photo, AIPAD New York und Artissima Turin. Kunstmessen ziehen schon lange die Aufmerksamkeit der internationalen Sammler auf sich.